# Vía Gallica

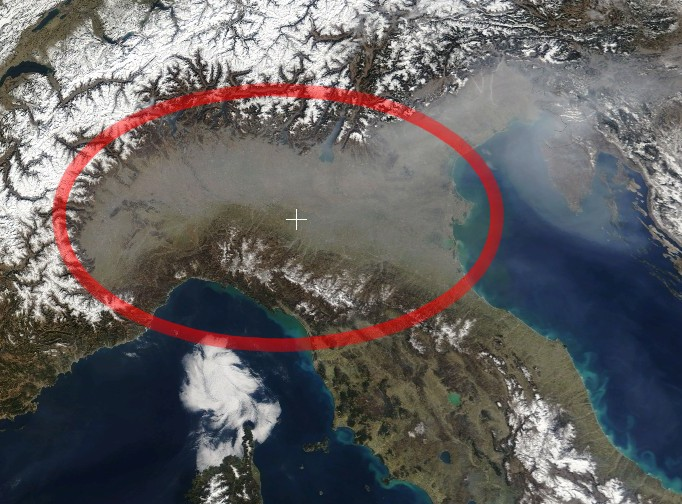
La llanura Padana, vista satelital

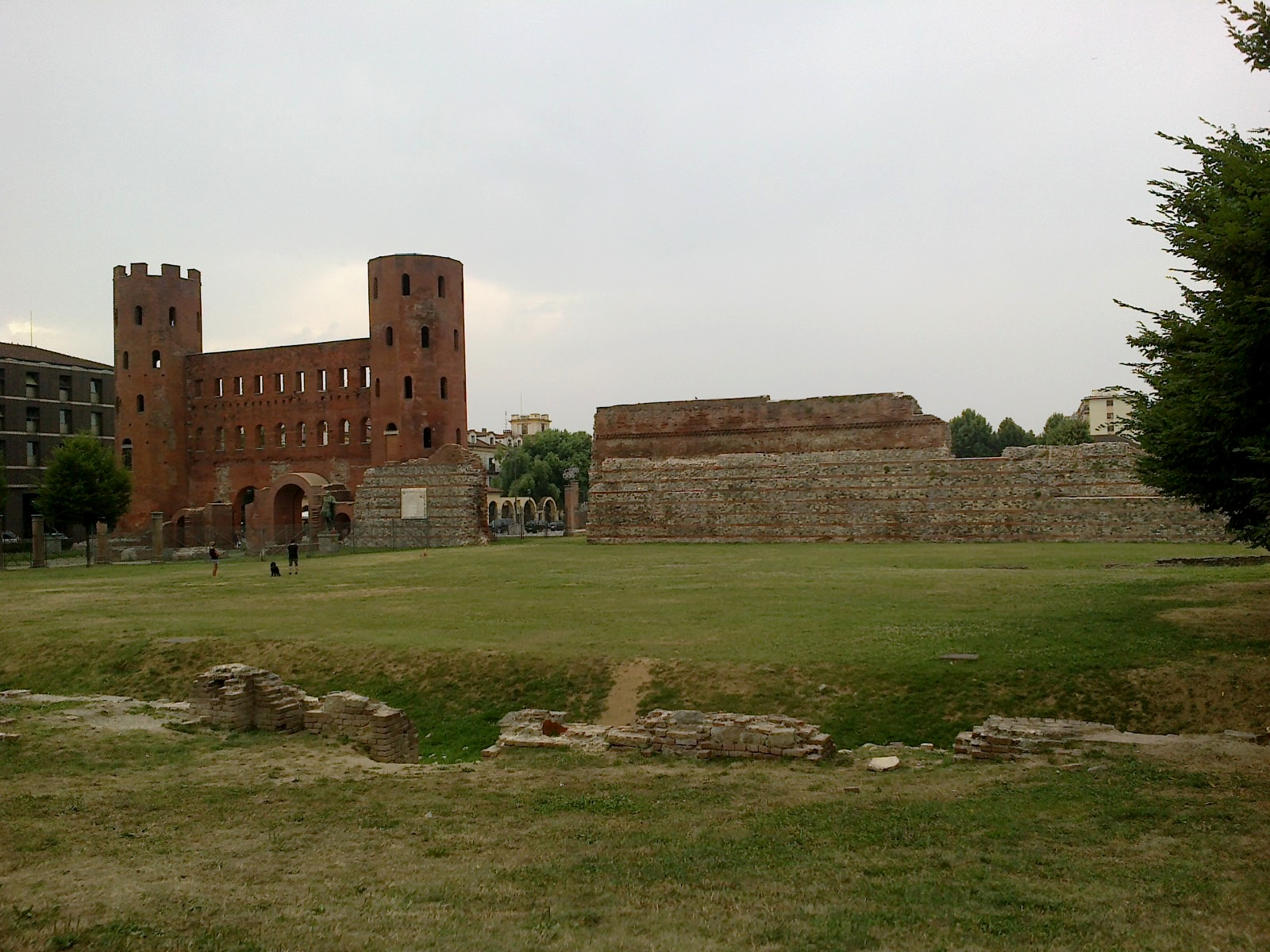
Parque arqueológico de Turín

La Vía Gallica era una antigua calzada romana ubicada en el norte de Italia construida a partir del 40 d. C. Conectaba a los principales municipium romanos de la Llanura Padana. Comenzaba en Gradum (actual Grado), pasando luego por Patavium (Padua), Vicetia (Vicenza), Verona, Brixia (Brescia), Bergomum (Bérgamo), Mediolanum (Milán) y Augusta Taurinorum (Turín), donde finalizaba.

## Historia
La Vía Gallica se construyó a partir del 40 d. C. durante el reinado del emperador Claudio. Pasaba cerca del lago de Garda y servía a los centros romanos allí ubicados: Peschiera del Garda, Desenzano del Garda, Sirmione y Lonato del Garda. El camino entre el lago de Garda y Brescia aún es incierto porque es objeto de hipótesis basadas en los hitos conocidos, nunca encontrados en el lugar de origen.
Igualmente, poco se sabe de las estaciones de descanso a lo largo del camino, reportadas en el Itinerario Burdigalense y en el Itinerario de Antonino con nombres y distancias no siempre concordantes entre sí. El Ad Flexum mansio se identificó de diversas maneras con Pontenove (Bedizzole), Rivoltella o Sirmione, mientras que parece probable que el Mansio Beneventum corresponde a la localidad Ara di Decima, que se encuentra cerca de Sona.
A lo largo de la ruta de la Vía Gallica también existen algunos puentes romanos que alguna vez formaron parte de la ruta de esta vía romana, como el puente de Palazzolo sull'Oglio o el puente de San Giacomo en Brescia. El papel de la vía fue muy importante en el área del moderno distrito de San Zeno en Verona, donde más tarde se encontró una importante necrópolis cristiana, en la que luego se erigieron la abadía y la Basílica de San Zenón.
La Vía Gallica sigue la contemporánea carretera estatal 11 Padana Superior, y en parte, la ruta del Naviglio della Martesana, que se construyó siglos después.